# Misirlou
Misirlou é uma canção folclórica do Mediterrâneo oriental, de compositor original desconhecido. A gravação mais antiga conhecida é de 1927 (Michalis Patrinos?). Nas Olimpíadas de 2004, realizadas em Atenas, foi escolhida pelo comitê organizador como a música grega mais influente de todos os tempos, interpretada na ocasião por Anna Vissi. Outra característica interessante desta canção é que cultores de quase todos os estilos de música popular consideram-na como sua música favorita. Foi utilizada no filme Pulp Fiction, de Quentin Tarantino, várias bandas de rock a gravaram (sendo a mais famosa, a versão de Dick Dale), tornou-se a música favorita entre os sérvios (que espantaram-se quando descobriram que se tratava de uma canção grega), é utilizada por bailarinas de dança do ventre e em casamentos judaicos. Apareceu também em vários videogames, tais como Guitar Hero II.
O grupo americano Black Eyed Peas usou samples da canção no seu hit Pump It.
Misirlou significa, em língua grega, "garota egípcia". A palavra se origina de Misr, "Egito" em língua árabe.

## Versão de Dick Dale
Miserlou é a versão de rock instrumental que o guitarrista Dick Dale fez para a música grega Misirlou. Ele a lançou como single em 1962. Foi esta versão de Dick Dale que introduziu "Misirlou" para um público mais amplo nos Estados Unidos.
Durante um show, Dale fez uma aposta com um jovem fã, que disse que ele não era capaz de tocar uma música usando apenas uma corda de sua guitarra. Como o pai e os tios de Dale eram músicos libaneses-americanos, ele se lembrava de ter visto seu tio tocar "Misirlou" em uma das fileiras do oud. Ele aumentou muito o ritmo da música para transformá-la em rock and roll.

### Faixas
- A. Miserlou - 2:15
- B. Eight Till Midnight - 2:23

### Trilhas sonoras
- Em 1963, Miserlou foi usada na trilha sonora do filme A Swingin Affair.[1]
- Em 1994, Miserlou foi usada na trilha sonora do filme Pulp Fiction, em destaque nos títulos de abertura.[2]
- Em 1996, Miserlou foi usada na trilha sonora do filme Space Jam.

### Samplersecovers
Em 2006, o grupo Black Eyed Peas, usou o riff de guitarra como sample no single Pump It.

### Prêmios e honrarias
Em maro de 2005, a revista Q Magazine ranqueou a versão de Dale como a número 89 em sua lista das 100 Maiores Faixas de Guitarra de todos os tempos. Em 2008, a revista Rolling Stone a ranqueou na posição 46 em uma lista com o mesmo tema.